# Tetraena alba
Tetraena alba är en pockenholtsväxtart som först beskrevs av Carl von Linné d.y., och fick sitt nu gällande namn av Beier & Thulin. Tetraena alba ingår i släktet Tetraena och familjen pockenholtsväxter. Inga underarter finns listade i Catalogue of Life.